# تبعیض‌طلبی
مغالطهٔ تبعیض‌طلبی (انگلیسی: Special pleading) مغالطه‌ای غیرصوری است که در آن فرد مدعی استثنایی در یک تعمیم یا قانون کلی است، اما در واقع آن استثناء وارد نیست و مرتکب یک بام و دو هوا می‌شود.
در مقام دفاع، این مغالطه شامل این درخواست است که ملاک‌های نقدِ مدعای او با ملاک نقدِ مدعای دیگران متفاوت باشد، یعنی شخص ادعا کند که ملاک متفاوتی برای بررسی سخن یا رفتار او باید وجود داشته باشد، بی آنکه دلیل روشنی برای آن بیان کند.
این مغالطه را از آن رو امتیاز کشیشان نامیده‌اند که در قرون وسطی، کشیشان و کسانی که ارتباطی با کلیسا دارند اگر مرتکب جرم می‌شدند، در دادگاه ویژه کشیشان محاکمه می‌شدند و هدف از این قانون مدارا و تساهل بیشتر دربارهٔ کشیشان بود.